# ليا هندية
ليا هندية (الاسم العلمي:Leea indica) هي نوع من النباتات تتبع جنس الليا من الفصيلة الكرمية.